# كينت تايلور
كينت تايلور (بالإنجليزية: Kent Taylor)‏ هو ممثل أمريكي، ولد في 11 مايو 1907 في الولايات المتحدة، وتوفي في 11 أبريل 1987 بهوليوود في الولايات المتحدة.

## أعمال

### أفلام
- (1932) ساعة معك

## وصلات خارجية
- كينت تايلور على موقع IMDb (الإنجليزية)
- كينت تايلور على موقع ألو سيني (الفرنسية)
- كينت تايلور على موقع أول موفي (الإنجليزية)
- كينت تايلور على موقع قاعدة بيانات الأفلام السويدية (السويدية)
- كينت تايلور على موقع إن إن دي بي (الإنجليزية)
- كينت تايلور على موقع قاعدة بيانات الفيلم (الإنجليزية)
- كينت تايلور على موقع كينوبويسك (الروسية)